# Kloptaň
Die Kloptaň (deutsch Kloptanne, 1155 m) ist ein Berg im unteren Göllnitztal nahe Mníšek nad Hnilcom (Einsiedel). Auf dem Gipfel stehen ein Aussichtsturm und eine Schutzhütte.

## Topographie
Der Berg befindet sich im Katastergebiet von Prakovce (Prakendorf) der Gemeinde Vyšný Medzev (Ober Metzenseifen) und an der Grenze zwischen dem Okres Košice-okolie  und dem Okres Gelnica (Kreis Göllnitz) im Kaschauer Landschaftsverband. Mit dem benachbarten Räuberstein (Zbojnícka skala) ist die Kloptanne durch einen 2 km langen Grat verbunden. Die Berge gehören zu den Volovské vrchy des Slowakischen Erzgebirges. Nach deutscher Benennung gehören die Berge zu den Göllnitzer Bergen.
Die Aussicht von der Kloptanne gilt als die lohnendste im unteren Göllnitztal.

## Geschichte
Die deutsche Benennung des Bergs stammt von den örtlichen Mantaken.

## Aufstieg
Über den Berg und entlang des Kamms führt rote Markierung namens Cesta hrdinov SNP. Von Einsiedel führt grüne Markierung zum Gipfel. Von Schmöllnitz aus führt der Weg auf die Klopptanne über den Stooszer Berg (Štósky vrch) und den Schwalbenhügel (Lastovičí vrch). Auch von Prakovce (Prakendorf) und Stosz (Štós) kann man die Kloptanne gut besteigen.

## Naturschutzgebiet
Das Naturschutzgebiet bildet seit 1993 ein Gebiet von 27.070 ha. Der Schutzgegenstand ist die Waldvegetation an den Südost- und Nordosthängen der Kloptanne und seltene und geschützte Pflanzenarten, u. a. die die Sibirische Schwertlilie.